# Массимено
Массимено (итал. Massimeno) — коммуна в Италии, располагается в провинции Тренто области Трентино-Альто-Адидже.
Население составляет 108 человек (2008 г.), плотность населения составляет 5 чел./км². Занимает площадь 21 км². Почтовый индекс — 38086. Телефонный код — 0465.

## Демография
Динамика населения:

## Администрация коммуны
- Официальный сайт: http://www.massimeno.net/